# Paralichenochrus
Paralichenochrus is een geslacht van rechtvleugeligen uit de familie sabelsprinkhanen (Tettigoniidae). De wetenschappelijke naam van dit geslacht is voor het eerst geldig gepubliceerd in 1954 door Beier.

## Soorten
Het geslacht Paralichenochrus omvat de volgende soorten:
- Paralichenochrus turpis Brunner von Wattenwyl, 1895
- Paralichenochrus villosipes Griffini, 1908